# Dschabla
Dschabla oder Dschabala (auch Jableh, Jabala, Jablah, Gabala, Gibel oder Gibellum; französisch Djabla, arabisch جبلة, DMG Ǧabla) ist eine syrische Küstenstadt im Gouvernement Latakia mit den Resten eines Amphitheaters aus römischer Zeit.

## Stadtbild
Die Stadt liegt 20 Kilometer südlich von Latakia, dessen internationaler Flughafen sich in der Nähe befindet. Der nächste Ort weiter südlich ist Baniyas, etwa 30 Kilometer entfernt. 2009 hatte Dschabla rund 76.000 Einwohner.
Vom römischen Theater haben sich noch die Ränge  mit 90 Meter Durchmesser für 7000 Zuschauer erhalten, die 1990 restauriert wurden. Das Bühnengebäude ist nahezu restlos zerstört.

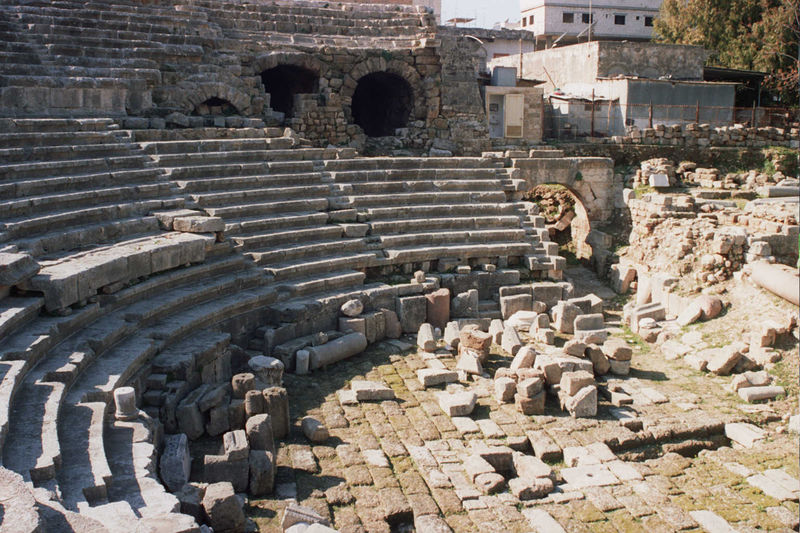
Das Theater von Dschabla

## Geschichte
Eine Siedlung Gabala wurde von phönizischen Siedlern der Insel Arwad gegründet. In der Antike war Dschabla eine Hafenstadt, die zeitweilig von Ugarit kontrolliert wurde. In dortigen Schriften aus dem 14./13. Jahrhundert v. Chr. wird ein Ort Gibala erwähnt.
Am 23. Juli 1109 eroberte Tankred der Kreuzfahrer die Stadt für das Fürstentum Antiochia. Unter den Franken wurde die Stadt Gibellum genannt. Dschabla wurde als Lehen an Reinald Mansoer gegeben, der die Ruine des römischen Theaters zu einer Festung umbauen ließ. Die offene Seite des Theaters wurde abgemauert und Wehrtürme an der Außenseite angebracht. Die Umbauten sind heute nicht mehr erhalten. Außerdem errichteten die Kreuzfahrer ein Bistum in Dschabla.
Nachdem Zengi 1144 die Grafschaft Edessa erobert hatte, war es der Bischof von Dschabla, Hugo von Dschabala, der 1145 nach Europa reiste und den Papst dazu veranlasste, zu einem zweiten Kreuzzug aufzurufen. Hugo war auch der Erste, der die Legende vom Priesterkönig Johannes in Europa berichtete.
1167 eroberte und zerstörte Nur ad-Din Dschabla, das die Kreuzfahrer bald wieder in Besitz nahmen und wieder aufbauten. Am 15. Juli 1188 wurde die Stadt von den Truppen Saladins erobert, die bald wieder abzogen, woraufhin die Kreuzfahrer die Stadt erneut in Besitz nahmen.
Als die Mamluken 1268 das Fürstentum Antiochia eroberten, wurde die Garnison von Dschabla zum Schutz von Antiochia selbst abgezogen und die Stadt dem Schutz des Hospitaliterordens anvertraut. Da sich auch die Hospitaliter durch den Ansturm der Mamluken auf deren Hauptburg Margat 1269 und 1270 in einer prekären Lage befanden, überließen sie Dschabla bald kampflos den Mamluken.
Nordöstlich vor Dschabla eröffneten am 30. September 2015 die Russischen Luftstreitkräfte den Militärflugplatz Hmeimim, der als Basis für Luftangriffe auf Einheiten der Opposition gegen die Herrschaft Baschar al-Assads, aber auch gegen zivile Stadtviertel im Syrischen Bürgerkrieg und als Nachschubbasis der Gruppe Wagner in Afrika dient.

## Söhne und Töchter der Stadt
- Izz ad-Din al-Qassam (1882–1935), islamischer Geistlicher
- Samar Yazbek (* 1970), Journalistin, Autorin, Bürgerrechtsaktivistin
- Loubna Mrie (* 1991), Bürgerrechtsaktivistin